# Зейдлицы
Зейдлицы (нем. Seydlitz) — немецкий силезский дворянский род, впервые упоминаемый в 1287 году.

## История
Основываясь на их именах, историк Иоганн Синапиус подозревал вандальское происхождение семьи фон Зейдлиц и упоминает в своих «Силезских курьезах», что они, как предполагалось, были рыцарями ещё во время вендских войн около 931 года. Также сообщается, что в 627 году Роберт Зейдлиц был рыцарем в экспедиции на Святую Землю. Говорят, что в середине VII века некий Бернхард Зейдлиц (ум. в 653 году в Риме) был церемониймейстером папы римского Евгения I, а в 1010 г. Конрад Зейдлиц являлся кантором собора в Бамберге.
Семья впервые появляется в документе 12 июня 1287 года вместе с Отто де Сиделич, другие члены семьи упоминаются в XIII в. как кастеляны и бароны, чьи владения находились в Тюрингии, Богемии и Силезии. Из-за идентичности герба предполагается родство с силезской династией Курцбах.
Род существует в трёх ветвях: Зейдлитц-Гохлау, Зейдлитц-Курцбах и Зейдлитц-Людвигсдорф, более подробное генеалогическое родство которых ещё не установлено.

## Герб
Фамильный герб изображает трех красных рыб, расположенных друг на друге в серебре. На намёте красно-белого шлема между красным и серебряным рогами буйвола с переплетениями изображены две наклоненных вверх турнирных пики с флагами смешанного цвета.
Герб из Балтийского гербовника: В золотом поле красная перевязь, обремененная тремя серебряными рыбами, вертикально поставленными, сопровождаемая вокруг семью голубыми монетами (4+3). Щит увенчан коронованным дворянским шлемом. Нашлемник — девятнадцать золотых хлебных колосьев веером (12+7). Намет голубой и красный, подложен золотом.
- Зейдлиц-Людвигсдорф
- Зейдлиц-Сандрецки
- Зейдлиц-Курцбах
- Остзейские Зейдлицы

## Известные представители
- Эрнст Юлий фон Зейдлиц (1695—1766) — Граф Пейлау, основатель братской общины моравских братьев в Гнаденфрайе, дядя приемной матери Карла фон Хольтея.
- Александр Готтлеб фон Зейдлиц (1700—1782) — прусский генерал-майор.
- Фридрих Зейдлиц-Курцбах (1721—1773) — прусский генерал кавалерии.
- Вальдемар фон Зейдлиц (1850—1922) — историк искусств.
- Эрнст Юлий фон Зейдлиц-Сандрецки (1863—1930) — немецкий аристократ и парламентарий.
- Адольф фон Зейдлиц (1865—1943) — государственный деятель.
- Вильфред фон Зейдлиц (1880—1945) — немецкий геолог и палеонтолог.
- Вальтер фон Зейдлиц-Курцбах (1888—1976) — немецкий военный деятель, генерал артиллерии